# Noël Segers
Noël Segers (Ninove, 21 de diciembre de 1959) fue un ciclista belga, que fue profesional entre 1982 y 1992. De su carrera profesional destaca la victoria final a la Vuelta a Colonia de 1990.

## Palmarés
1980
- Gran Premio Waregem

1982
- Tour de Flandes amateur

1983
- 1 etapa de los Tres Días de La Panne

1984
- 1 etapa de la Vuelta a Suecia

1985
- 1 etapa del Critérium del Dauphiné Libéré

1987
- 1 etapa de la Setmana Catalana
- Circuito del Valle de la Lys

1989
- GP Wielerrevue

1990
- Vuelta a Colonia

### Resultados en el Tour de Francia
- 1983. Abandona (10.ª etapa)
- 1985. 120.º de la Clasificación general
- 1989. Fuera de tiempo (9.ª etapa)
- 1992. Abandona (14.ª etapa)

### Resultados en la Vuelta a España
- 1987. Abandona